# Địa điểm thi đấu Thế vận hội Mùa hè 2008
Sau đây là danh sách các công trình (sân vận động, nhà thi đấu) phục vụ cho Thế vận hội Mùa hè 2008 tổ chức tại Bắc Kinh, Cộng hòa Nhân dân Trung Hoa.
| Công trình xây mới            |                                                        |                                                       |          |
| TT                            | Công trình                                             | Môn thi đấu                                           | Sức chứa |
| 01                            | Sân vận động Quốc gia Bắc Kinh                         | Điền kinh, bóng đá                                    | 91.000   |
| 02                            | Trung tâm thể thao dưới nước quốc gia Bắc Kinh         | Bơi lội, lặn và bơi nghệ thuật                        | 17.000   |
| 03                            | Sân vận động trong nhà quốc gia Bắc Kinh               | Thể dục nghệ thuật, nhào lộn, bóng ném                | 19.000   |
| 04                            | Trường bắn thể thao Bắc Kinh                           | Vòng loại và chung kết các nội dung 10, 25 và 50 m    | 9.000    |
| 05                            | Nhà thi đấu Ngũ Khỏa Tùng                              | Bóng rổ                                               | 18.000   |
| 06                            | Trường đua Lão Sơn Bắc Kinh                            | Đua xe lòng chảo                                      | 6.000    |
| 07                            | Công viên Olympic rowing và canoeing Thuận Nghĩa       | Rowing, canoeing                                      | 37.000   |
| 08                            | Nhà thi đấu Đại học Nông nghiệp Trung Quốc             | Đấu vật                                               | 8.000    |
| 09                            | Nhà thi đấu Đại học Bắc Kinh                           | Bóng bàn                                              | 8.000    |
| 10                            | Nhà thi đấu Đại học Khoa học và Công nghệ Bắc Kinh     | Judo và taekwondo                                     | 8.024    |
| 11                            | Nhà thi đấu Đại học Công nghệ Bắc Kinh                 | Cầu lông và thể dục nhịp điệu                         | 7.500    |
| 12                            | Trung tâm tennis của Công viên Olympic Bắc Kinh        | Tennis                                                | 17.400   |
| Công trình có sẵn             |                                                        |                                                       |          |
| 13                            | Trung tâm thể thao Olympic Bắc Kinh                    | Bóng đá, năm môn phối hợp                             | 36.228   |
| 14                            | Nhà thi đấu của Trung tâm thể thao Olympic Bắc Kinh    | Bóng ném                                              | 7.000    |
| 15                            | Sân vận động Công nhân                                 | Bóng đá                                               | 70.161   |
| 16                            | Nhà thi đấu Công nhân                                  | Quyền Anh                                             | 13.000   |
| 17                            | Sân vận động trong nhà Thủ đô Bắc Kinh                 | Bóng chuyền                                           | 18.000   |
| 18                            | Sân bóng mềm Phong Đài Bắc Kinh                        | Bóng mềm                                              | 13.000   |
| 19                            | Bể bơi Anh Đông Bắc Kinh                               | Polo nước, năm môn phối hợp                           | 4.852    |
| 20                            | Trường đua địa hình Lão Sơn Bắc Kinh                   | Đua xe địa hình                                       | 2.000    |
| 21                            | Trường bắn đĩa bay Bắc Kinh                            | Bắn súng                                              | 5.000    |
| 22                            | Nhà thi đấu Viện Công nghệ Bắc Kinh                    | Bóng chuyền                                           | 5.000    |
| 23                            | Nhà thi đấu Đại học Hàng không và Vũ trụ Bắc Kinh      | Cử tạ                                                 | 5.400    |
| Công trình tạm thời           |                                                        |                                                       |          |
| 24                            | Trung tâm hội nghị của Công viên Olympic Bắc Kinh      | Vòng loại và chung kết môn đấu kiếm, năm môn phối hợp |          |
| 25                            | Sân hockey trên cỏ của Công viên Olympic Bắc Kinh      | Hockey trên cỏ                                        | 17.000   |
| 26                            | Trường bắn cung của Công viên Olympic Bắc Kinh         | Bắn cung                                              | 5.000    |
| 27                            | Sân vận động bóng chày Ngũ Khỏa Tùng                   | Bóng chày                                             | 15.000   |
| 28                            | Sân bóng chuyền bãi biển Bắc Kinh                      | Bóng chuyền bãi biển                                  | 12.000   |
| 29                            | Trường thi đấu BMX Lão Sơn Bắc Kinh                    | Đua xe vượt chướng ngại vật                           |          |
| 30                            | Trường thi đấu ba môn phối hợp Bắc Kinh                | Ba môn phối hợp                                       |          |
| 31                            | Trường đua ngoại ô Bắc Kinh                            | Đua xe đạp                                            |          |
| Công trình bên ngoài Bắc Kinh |                                                        |                                                       |          |
| 32                            | Trung tâm đua thuyền buồm quốc tế Thanh Đảo            | Đua thuyền buồm                                       |          |
| 33                            | Sân vận động Thượng Hải                                | Vòng loại môn bóng đá                                 | 65.000   |
| 34                            | Sân vậng động Trung tâm thể thao Olympic Tần Hoàng Đảo | Vòng loại môn bóng đá                                 | 33.572   |
| 35                            | Trường đua ngựa Hồng Kông                              | Cưỡi ngựa                                             |          |
| 36                            | Sân vận động Trung tâm Olympic Thiên Tân               | Vòng loại môn bóng đá                                 | 60.000   |
| 37                            | Sân vận động Trung tâm thể thao Olympic Thẩm Dương     | Vòng loại môn bóng đá                                 | 60.000   |

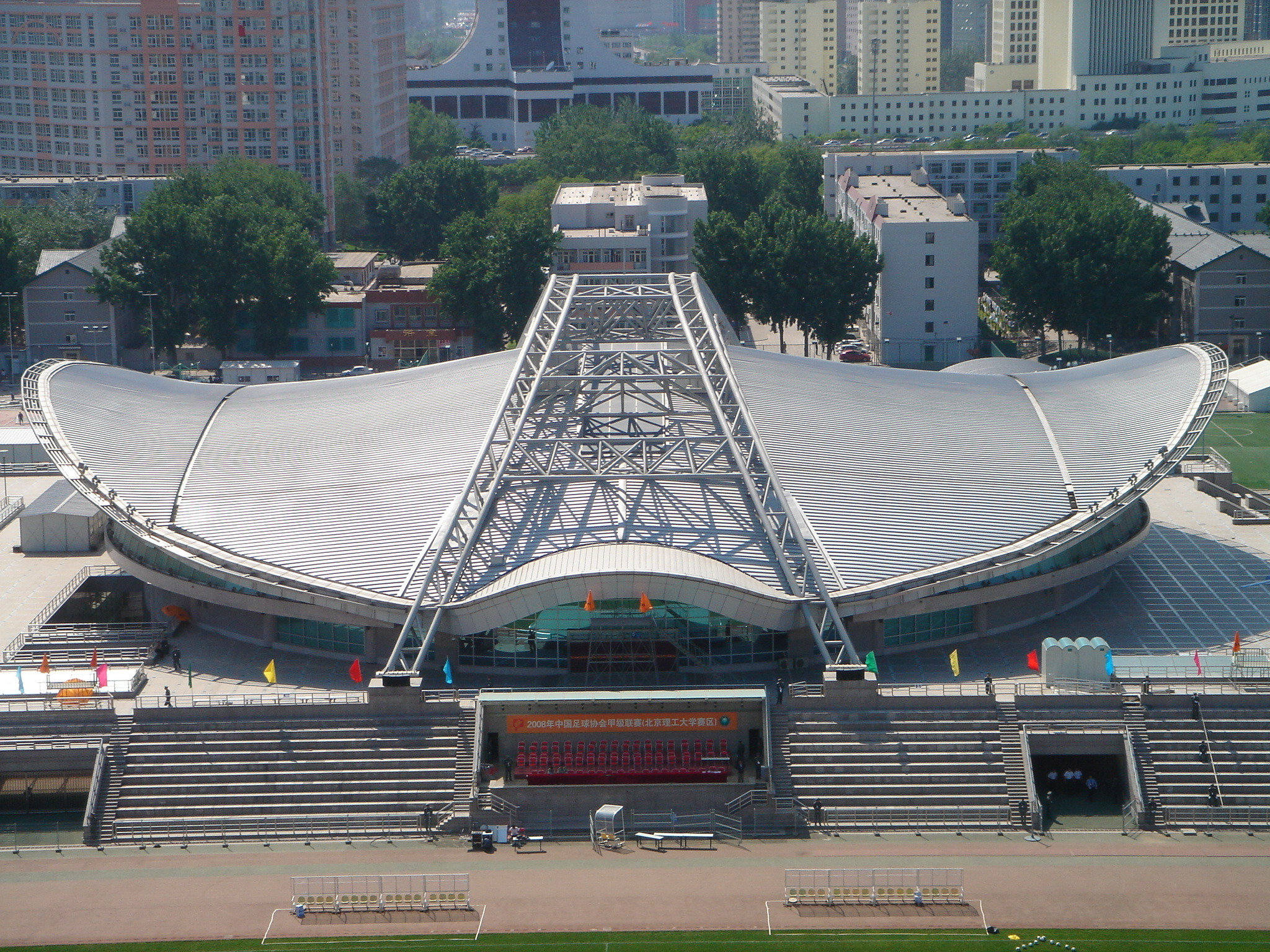
Nhà thi đấu Đại học Công nghệ Bắc Kinh
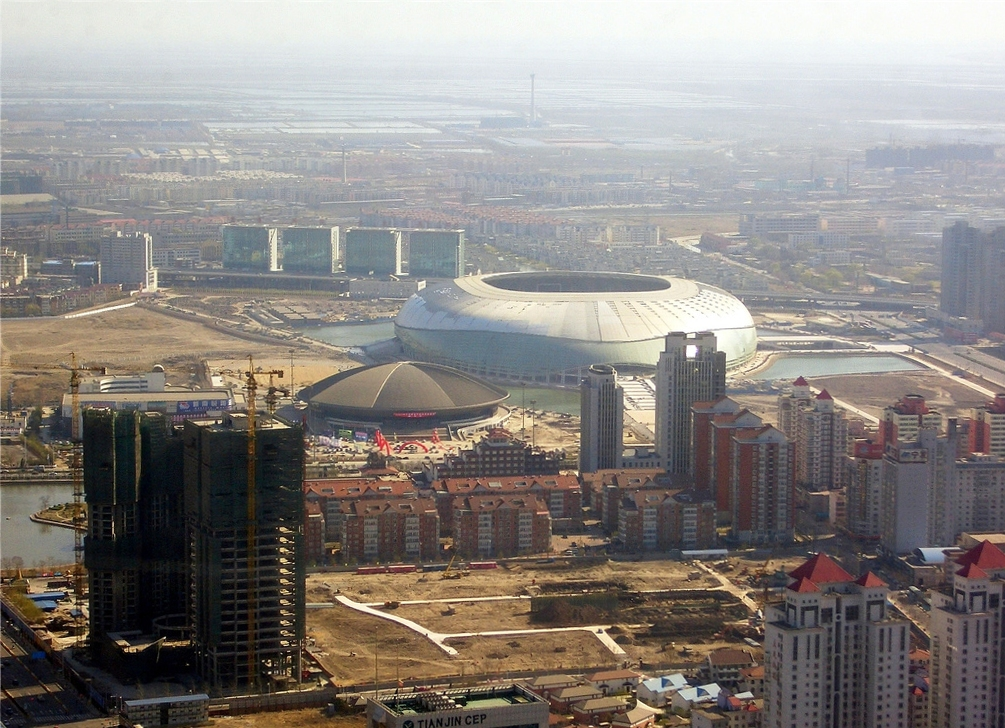
Sân vận động Trung tâm Olympic Thiên Tân
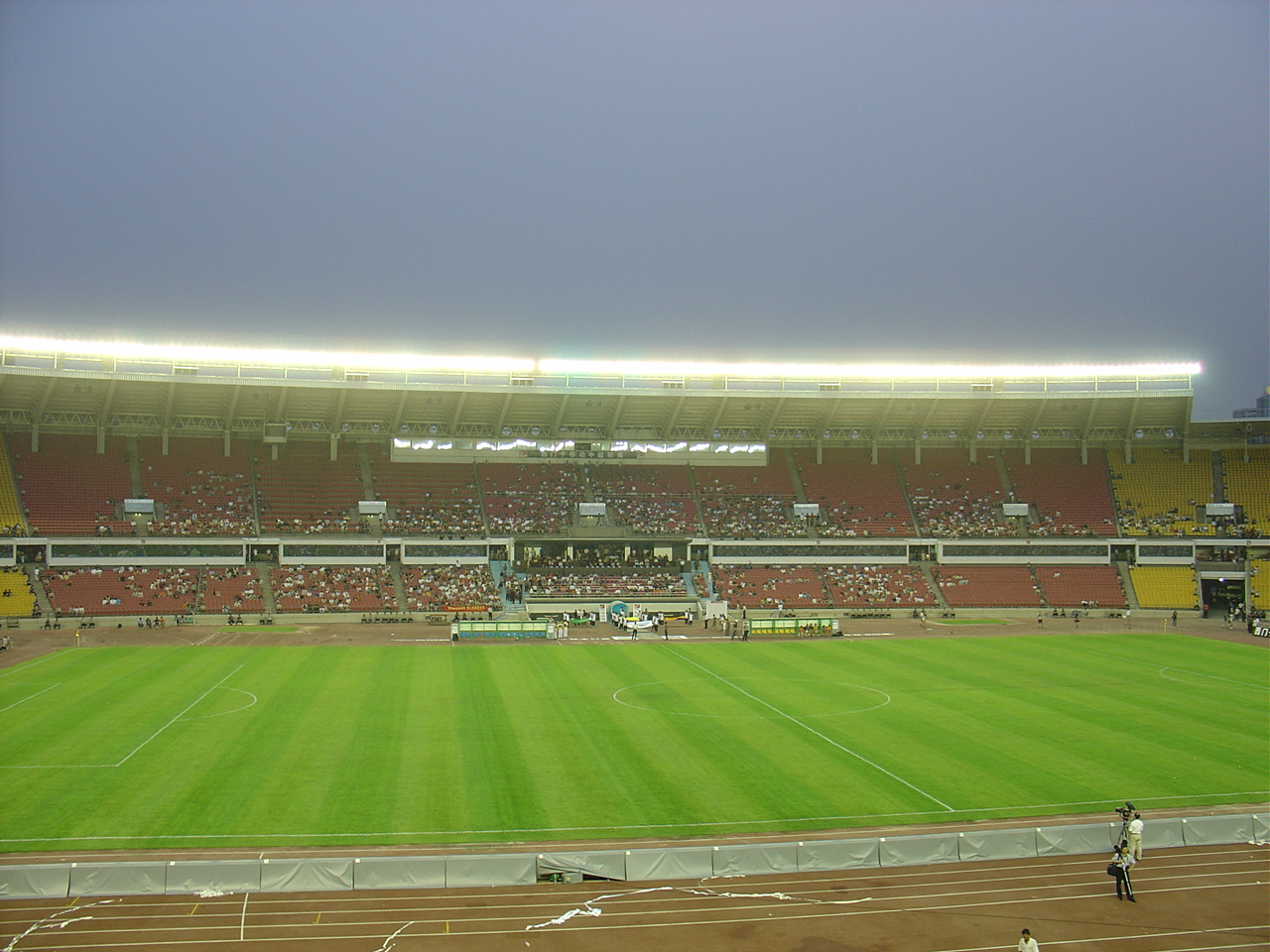
Workers stadium